# Prosopantrum aequiseta
Prosopantrum aequiseta är en tvåvingeart som beskrevs av Malloch 1933. Prosopantrum aequiseta ingår i släktet Prosopantrum och familjen myllflugor. Inga underarter finns listade i Catalogue of Life.